# Großschnabel-Seeschwalbe
Die Großschnabel-Seeschwalbe (Phaetusa simplex) ist eine Vogelart aus der Familie der Seeschwalben (Sternidae), die relativ häufig an den Flüssen und Seen östlich der Anden bis ins nördliche Argentinien vorkommt. Die Art gilt als monotypisch. Der Bestand wird von der IUCN als nicht gefährdet (Least Concern) eingeschätzt.

## Merkmale
Die Großschnabel-Seeschwalbe erreicht bei einem Körpergewicht von 208 bis 247 g eine Körperlänge von etwa 38 bis 42 cm. Sie ist eine große Seeschwalbe mit relativ kurzem Schwanz und sehr großem gelbem Schnabel und auffälliger Flügelzeichnung. Der Oberkopf bis zu den Ohrdecken ist schwarz. Die Oberseite ist mittelgrau und dunkler als bei den meisten anderen Seeschwalben. Die Zügel, die Unterseite und die größeren Flügeldecken sind weiß. Die Flanken sind grau getönt. Die Iris ist schwarzbraun; die Beine und die Füße gelb. Im Flug zeigt sich ein auffälliges Muster mit schwarzen Handschwingen, grauem Rücken und dreieckigen weißen Flecken auf den Handschwingen und -decken. Dieses erinnert ein wenig an die Schwalbenmöwe (Xema sabini). Bei nicht brütenden Erwachsenen Vögeln sind Scheitel und Stirn blasser. Jungtiere haben weniger Schwarz auf dem Oberkopf. Der Rücken und die Flügel sind braun gesprenkelt. Der Schnabel wirkt matter. Die potentielle Unterart P. s. chloropoda hat eine etwas blassere Oberseite und einen helleren Schnabel.

## Lautäußerungen
Die Großschnabel-Seeschwalbe gibt krächzende kri und kju Töne von sich. Oft geschieht die Wiedergabe in Serie.

## Fortpflanzung
Die Brutsaison der Großschnabel-Seeschwalbe ist von Oktober bis Dezember in den nördlichen Verbreitungsgebieten und von August bis September in Argentinien. Die Nester bauen sie allein oder in Gruppen bis zu einhundert Vögeln. Meist geschieht das an Sandufern gemeinsam mit Amerikascherenschnäbeln und Amazonasseeschwalben, aber auch mit Flussnachtschwalben. Sie verändert den Neststandort von Jahr zu Jahr. So ist meist kein Nistmaterial bereits vorhanden. Ein Gelege besteht aus zwei bis drei Eiern. In Peru wurde ein Bruterfolg von 68 % überlebenden Nachwuchses festgestellt.

## Verhalten und Ernährung
Die Großschnabel-Seeschwalbe ernährt sich von 4 bis 12 cm großen Fischen. Dabei holt sie ihre Beute hauptsächlich durch Tauchgänge in 6 bis 11 Metern Tiefe. Dabei gehören Stoßtauchen aus zwei Meter über dem Wasser, das Schwebetauchen und gelegentliches Gleiten zu ihren Jagdtechniken. Sie fliegt in der Luft über Wattflächen Haken oder folgt Pflügen damit sie Insekten erbeuten kann. Gelegentlich raubt sie die Beute von Artgenossen.

## Verbreitung und Lebensraum

Verbreitungsgebiet (grün) der Großschnabel-Seeschwalbe

Die Großschnabel-Seeschwalbe bevorzugt breite, gelegentlich auch schmale, Binnenflüsse und Seen und brütet an Stränden und Sandbänken. In Rio Grande do Sul wurde sie auch schon brütend an der Küste beobachtet. Nichtbrütende Vögel kommen auch häufig in Mangrovenwäldern an der Küste, an Stränden und an Flussmündungen vor.

## Migration
Die Großschnabel-Seeschwalbe scheint ein Zugvogel zu sein. Irrgäste wurden bis Illinois, Ohio oder New Jersey beobachtet. Ebenso wurden sie in der Region Lambayeque und im südwestlichen Ecuador gesichtet, Regionen in denen sie eigentlich nicht vorkommen.

## Etymologie und Forschungsgeschichte
Die Erstbeschreibung der Großschnabel-Seeschwalbe erfolgte 1789 durch Johann Friedrich Gmelin unter dem Namen Sterna simplex. Als Verbreitungsgebiet gab er Cayenne an. 1832 führte Johann Georg Wagler die für die Wissenschaft neue Gattung Phaetusa ein. Der Begriff bezieht sich auf Phaetusa. Der Artname simplex hat seinen Ursprung in lateinisch simplex ‚simpel, einfach‘. Der Gattungsname wurde für Sterna magnirostris Lichtenstein, 1819 vergeben, ein Name der heute als Synonym zur Nominatform gesehen wird. Magnirostris ist ein Wortgebilde aus lateinisch magnus ‚groß‘ und lateinisch -rostris, rostrum ‚-schnäbelig, Schnabel‘. Lange wurde Sterna chloropoda Vieillot, 1819 als Unterart betrachtet. Vieillots bezog sich dabei auf Hatí del cogote obscuro von Félix de Azara. Es waren Carl Eduard Hellmayr und Boardman Conover die die Unterart mit der Nominatform zusammenführten. Chloropoda leitet sich von altgriechisch χλωρος chlōros, deutsch ‚grün‘ und altgriechisch πους, ποδος pous, podos, deutsch ‚Fuß‘ ab. Alfred Laubmann hatte für sein Werk Die Vögel von Paraguay drei Bälge, gesammelt von Eugen Josef Robert Schuhmacher (1906–1973) und Michael Mathias Kiefer (1902–1980) in Puerto Casado im Gran Chaco während der „Gran-Chaco-Expedition“, zur Verfügung. Anders als Hellmayr u. a. war er der Meinung, dass P. s. chloropoda gut zu unterscheiden wäre.